# Список особо охраняемых природных территорий Магаданской области

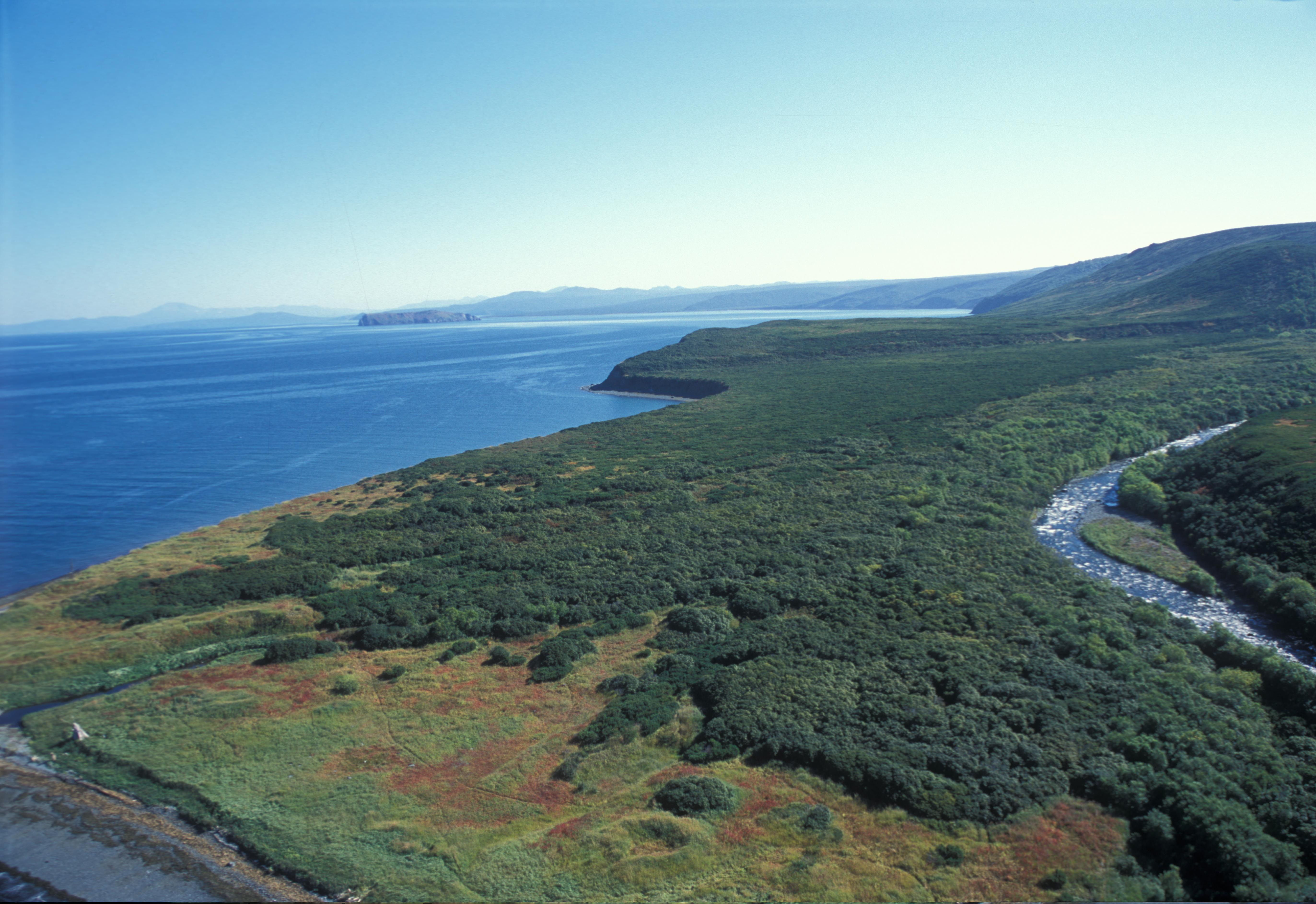
Магаданский заповедник

В списке особо охраняемых природных территорий Магаданской области приведены все 28 действующих на 2020 год ООПТ.
К ООПТ федерального значения относятся один заповедник и один памятник природы.
Сеть ООПТ регионального значения включает 6 заказников, 19 памятников природы и охранную зону федерального заповедника «Магаданский».

## ООПТ федерального значения
| Название                              | Площадь                                                        | Местонахождение                                                | Год учреждения                        | Комментарий |
| Государственные природные заповедники | Государственные природные заповедники                          | Государственные природные заповедники                          | Государственные природные заповедники | Государственные природные заповедники                                                                                          |
| ------------------------------------- | -------------------------------------------------------------- | -------------------------------------------------------------- | ------------------------------------- | --- |
| Магаданский заповедник                | 883 817 га; охранная зона 93700 га, морская акватория 38100 га | Ольский район, Среднеканский район, левый берег устья реки Яма | 1982                                  | Охрана сивуча, тюленей, морских и водоплавающих перелетных птиц, нерестилищ. Природные комплексы долин с лиственничными лесами |
| Памятники природы                     |                                                                |                                                                |                                       | |
| Остров Талан                          | 152 га; охранная зона — морская акватория шириной 100 м        | Ольский район, Тауйская губа                                   | 1991                                  | Охрана морских птиц |

## ООПТ регионального значения

### Охранные зоны ООПТ
| Название                                | Площадь                               | Местонахождение                    | Год учреждения | Комментарий        |
| --------------------------------------- | ------------------------------------- | ---------------------------------- | -------------- | ------------------ |
| Охранная зона заповедника «Магаданский» | 93700 га (морская акватория 32800 га) | Ольский район, Среднеканский район | 1982           | Охрана заповедника |

### Государственные природные заказники
| Название            | Площадь    | Местонахождение                                                                              | Год учреждения | Комментарий                                                                                                  |
| ------------------- | ---------- | -------------------------------------------------------------------------------------------- | -------------- | --- |
| Кавинская долина    | 255 300 га | Ольский район, на границе с Хабаровским краем, долина реки Кава                              | 1961           | Охрана перелетных водоплавающих птиц и диких копытных животных. Болотистые тундры и лиственничное редколесье |
| Малкачанская тундра | 41 655 га  | Ольский район, левый берег устья реки Яма                                                    | 1967           | Охрана охотничьих видов животных и перелетных водоплавающих птиц. Водно-болотные угодья                      |
| Одян                | 72 263 га  | Ольский район, восточная половина полуострова Кони                                           | 1993           | Охрана бурого медведя                                                                                        |
| Тайгонос            | 350 000 га | Северо-Эвенский район, южная часть полуострова Тайгонос                                      | 1978           | Охрана животных, в том числе снежного барана                                                                 |
| Омолонский          | 102 700 га | Среднеканский район, у границы с Чукотским автономным округом, в среднем течении реки Омолон | 1980           | Охрана лося, водоплавающих перелетных птиц                                                                   |
| Хинике              | 370 000 га | Сусуманский район, граничит с Республикой Саха и Хабаровским краем, у истоков реки Хинике    | 1986           | Охрана диких зверей и птиц                                                                                   |

### Памятники природы
| Название              | Площадь | Местонахождение                                                             | Год учреждения | Комментарий                                                                                    |
| --------------------- | ------- | --------------------------------------------------------------------------- | -------------- | ---------------------------------------------------------------------------------------------- |
| Атарганский           | 30 га   | Ольский район, приморские склоны и хребты от Ольского лимана до мыса Харбиз | 1983           | Каменноберезники и уникальные скалы                                                            |
| Вулкан Маякан         | 27 га   | Ольский район                                                               | 1983           | Обнажение вулканического жерла                                                                 |
| Кананыжский           | 27 га   | Северо-Эвенский район, левобережье реки Кананыги                            | 1983           | Выходы щелочных базальтоидов                                                                   |
| Таватумский           | 19 га   | Северо-Эвенский район, юго-западная часть                                   | 1983           | Термальные источники                                                                           |
| Широкая               | 16 га   | Северо-Эвенский район, долина реки Широкая                                  | 1983           | Термоминеральные источники                                                                     |
| Джегдянский           | 21 га   | Среднеканский район                                                         | 1983           | Жильные образования кварца в обрывах                                                           |
| Замковое              | 40 га   | Среднеканский район                                                         | 1983           | Скальные группировки. Реликтовые степные участки с участием караганы гривастой                 |
| Остров на реке Колыма | 8 га    | Среднеканский район                                                         | 1983           | Исторический мемориал, геологические образования                                               |
| Сеймчанский           | 35 га   | Среднеканский район, правобережье реки Колымы                               | 1983           | Склоны реки. Степная растительность с присутствием реликтовых видов                            |
| Омулевский            | 29 га   | Сусуманский район, ручей Мирный                                             | 1983           | Геологическое обнажение карбонатно-терригенных пород с палеофауной                             |
| Нелькобинский         | 257 га  | Тенькинский район, озеро Сияние Ориона в Верхнетенькинском горном массиве   | 1983           | Озеро ледникового происхождения среди гранитов                                                 |
| Базальтовый           | 15 га   | Хасынский район                                                             | 1983           | Обнажение базальтов и липаритов. Выходы горного хрусталя, аметистов, агатов                    |
| Ольское плато         | 40 га   | Хасынский район, плато в верховье реки Ола                                  | 1983           | Месторождение агатов и аметистов, исключительное флористическое разнообразие (около 500 видов) |
| Песчаный              | 20 га   | Хасынский район                                                             | 1983           | Геологическое обнажение с фауной позднепермского и юрского возраста                            |
| Тальский              | 35 га   | Хасынский район                                                             | 1983           | Участок выхода термальных вод. Растительность по берегам источника                             |
| Хасынский             | 29 га   | Хасынский район, река Хасын                                                 | 1983           | Реликтовая черёмуховая роща и пойменные леса                                                   |
| Абориген              | 45 га   | Ягоднинский район, горный массив Абориген                                   | 1983           | Высокогорная флора                                                                             |
| Лондонский            | 1200 га | Ягоднинский район, озеро Джека Лондона                                      | 1975           | Охрана рыбы: хариус, голец. Растительность по берегам озера                                    |
| Нелюдимая             | 12 га   | Ягоднинский район, по обоим берегам реки Нелюдимая                          | 1983           | Обнажение известняков с богатой палеофауной                                                    |